# Contrato relacional
Contrato relacional é um tipo de contrato jurídico e, neste contexto, a palavra relacional é considerada um termo técnico-jurídico. Um contrato é relacional na medida em que as partes contratuais são incapazes de reduzir a termos obrigações, que num primeiro momento (ou a princípio) são consideradas bem definidas. Em termos jurídicos, pode ocorrer que uma precisa definição das obrigações contratuais seja impraticável, devido à inabilidade momentânea das partes em identificar condições futuras incertas ou devido à dificuldade para especificar adaptações complexas de maneira adequada. Deste modo, em substituição às cláusulas de reajuste das obrigações, são incluídos termos estabelecendo p. ex. o processo para cooperação na organização do produto ou serviço, ou para a produção e estruturação da forma de gerenciamento, os termos de troca e/ou ajustes contratuais.
Tal tipo de contrato se dá eminentemente nos âmbitos do Direito do Consumidor, Direito Comercial e Civil, Direito Empresarial, Direito Bancário e Direito do Trabalho (neste último ramo do direito, ainda pouco estudado).

## a. relações contínuas duradouras
Os contratos relacionais, cuja duração é continuada, são suscetíveis de modificação pelas circunstâncias futuras, previsíveis ou não, vez que difícil seria antecipar a regularidade do mesmo estado de coisas, assim como a redução de incertezas e a neutralização de riscos a níveis aceitáveis com o passar do tempo. Nos contratos relacionais há o que Ricardo Luis Lorenzetti denomina desmaterialização do objeto contratual, pois não se trata de bens ou coisas, mas sim regras de procedimento de atuação, fazendo com que ao longo do processo de cumprimento do contrato estas regras se adaptem.

## b. termos de troca mais abertos
Assim sendo, o planejamento nos contratos relacionais tende a assumir um caráter menos substantivo e mais processual ou constitucional, pois passam a regular a forma pela qual a revisão e a reformulação do planejamento vai se operar. Conforme enfatiza o jurista Ian Macneil : ... este tipo de planejamento fornece quadros gerais para planejamento posterior e acordo mútuo conforme o futuro demandar. Ele pode, sem duvidas, afetar a substância da troca no futuro dependendo de como aloca o poder. Todavia, ele faz isto alocando o poder, e não mensurando agora as trocas futuras.
Os contratos relacionais tendem a criar relações contínuas e duradouras, nas quais os termos da troca são cada vez mais abertos e as cláusulas substantivas são substituídas por cláusulas constitucionais ou de regulamentação do processo de renegociação contínua, determinado tanto pelas relações promissórias como pelos vínculos não promissórios que, de fato, se estabelecem entre as diversas partes, como por exemplo, vulnerabilidade, hipossuficiência, confiança e dependência econômica.

## c. cláusulas são de regulação do processo de negociação contínua
Como observa Donald Nolan, o principal argumento que diferencia os contratos relacionais dos não relacionais, ou seja descontínuos, é que aqueles partem da premissa segundo a qual a relação contratual deve responder a eventuais mudanças de circunstâncias para que possa subsistir e, neste contexto, o desenvolvimento da relação jurídica envolve relações complexas entre as diversas partes e será pautado por um dever de conduta guiado pelos vínculos pessoais e de solidariedade, confiança, cooperação e boa-fé.
Os juristas Selznick e Broom afirmam que há uma predominância das relações primárias em detrimento das não primárias. Por relações primárias devem ser entendidas como aquelas que: i) constituem uma resposta a pessoas integrais e não a seguimentos. Assim, os participantes interagem como indivíduos únicos e totais, respondem livre e espontaneamente, como uma individualidade integrada, permitindo que sentimentos interfiram na relação; ii) a relação é profunda e extensiva; iii) a satisfação do individuo é preponderante, o indivíduo é aceito por si mesmo e não apenas como meio para uma finalidade prática.
Desta feita, é possível afirmar, seguindo a lição de Macneil, que os contratos relacionais, ao contrário dos descontínuos, envolvem relações com as pessoas de maneira integral, relações profundas e extensivas de comunicação através de uma variedade de modos e elementos significativos de satisfação pessoal não econômica.
A longa duração dos contratos relacionais baseia-se na própria dinâmica estabelecida no curso da relação contratual. A satisfação total das partes depende da continuação da relação jurídica, uma vez que o contrato desenvolve seus efeitos justamente através da passagem do tempo. A lição de Rogério Zuel Gomes é esclarecedora: Esse modelo contratual traz em sua essência a geração de expectativa de parceria mútua, inspirado pela confiança gerada no decorrer de seu cumprimento .
Para os contratos relacionais, são impróprios os modelos e princípios tradicionais que permeiam a teoria geral do adimplemento, estes não mais fornecem os instrumentos úteis e necessários para a ideal regulação de longos vínculos contratuais, demonstrando ser impróprios ao não satisfazer o interesse das partes.
É usual certo grau de incerteza sobre as obrigações das partes em virtude das vicissitudes do tempo. Nestes contratos há razoável expectativa de que o contrato perdure por anos ou mesmo até o fim da vida de uma das partes contratantes, impondo-se a consideração da vulnerabilidade de quem dele se utiliza e o permanente ajustamento da equivalência material.
O dever de cooperação é notável, são constituídas relações pessoais e de confiança que não correspondem ao clássico conflito de interesses presente na teoria tradicional. Para o regular funcionamento desta espécie contratual são imprescindíveis os conceitos fundamentais de solidariedade, cooperação, comunidade e boa-fé.

## d.relação de poder entre as partes e direito de participação
No que tange às relações de poder estabelecidas, nos contratos relacionais a parte prestadora do serviço se coloca, como regra geral, em situação de superioridade em relação ao consumidor, que apenas adere ao contrato. Conforme já exposto, ao revés do que ocorre nos contratos descontínuos, em que o interesse preponderante é a rescisão do vínculo, bem como a devida restituição do que foi eventualmente pago, além do cumprimento de eventual cláusula penal, nos contratos relacionais, em virtude de suas características, não interessa ao consumidor a ruptura do vínculo contratual.
Importante ressaltar que a teoria dos contratos relacionais, revela-se como uma forma de limitar a autonomia privada. Conforme pontua Ronaldo Porto Macedo Junior: é certo que o reconhecimento das relações de poder nos contratos não nega o princípio da liberdade contratual. Por outro lado, não é menos correto que o seu reconhecimento abala sensivelmente os pressupostos clássicos da liberdade contratual e o papel do Estado como agente regulador e disciplinador das relações contratuais.
Existindo um dever de cooperação recíproca orientado pelo princípio da boa-fé objetiva, quanto maior a essencialidade do objeto do contrato, mais se mitiga a autonomia privada. Um bom exemplo é configurado no âmbito do Direito do Trabalho no que concerne ao chamado contrato de atividade.
A pressão exercida sob um dos atores contratuais em função de sua vulnerabilidade pode configurar abuso de poder ou ato contrário aos bons costumes e à boa-fé exigida no tráfico jurídico, especialmente ao se levar em consideração uma categoria específica de contratante, os idosos e as pessoas de meia-idade, que não raro enfrentam sérias dificuldades para firmar contratos de planos de saúde e de seguros de vida.
Nos contratos relacionais, as expectativas de continuidade do vínculo são compartilhadas pelos contratantes, de modo que se tal vínculo é rompido de forma unilateral e abruptamente, a parte prejudicada encontraria muita dificuldade para celebrar um novo contrato, nos mesmos termos, com um terceiro parceiro contratual. Esse modelo contratual traz em sua essência a geração de expectativa de parceria mútua, inspirado pela confiança e cooperação verificadas no decorrer de seu cumprimento.
Um instrumento utilizado para diminuir o desequilíbrio de poder entre as partes no modelo contratual relacional é o direito de participação, o qual, através da cogestão, inclui o pensamento coletivo, ou seja, o  poder de gestão se dá de forma compartilhada, por análises, decisões e avaliações geradas coletivamente pelos contratantes.
Esse direito de participação na gestão da empresa, seja pelos trabalhadores, seja pelos consumidores de bens e serviços, ou de qualquer que tenha interesse direto, significa uma negociação permanente, tornando o poder ou dominação absolutos, em relativos.
Ronaldo Porto exemplifica maneiras de manter o equilíbrio de poder entre as partes, sendo uma delas a designação de algum representante da classe interessada no Conselho Diretor, podendo votar, fiscalizar e avaliar as vantagens e desvantagens.

## Histórico
Para melhor compreender os contratos relacionais é necessário entender a evolução da teoria dos contratos no decorrer da história. De forma sucinta, podemos vislumbrar três grandes correntes de pensamento formadoras do instituto jurídico do contrato: Liberalismo, welfare state e Neoliberalismo, conforme ilustra o professor Porto Macedo. No âmbito do sistema socialista, tal tipo de contrato não se faz necessário.

### Liberalismo
A teoria dos contratos surgiu com o liberalismo econômico do século XIX e traz em seu bojo muitos dos pressupostos daquela teoria econômica. Segundo a teoria econômica liberal clássica, a qual teve como principal expoente Adam Smith, o mercado livre deveria vigorar, pois através da persecução de seus fins particulares os indivíduos construiriam uma ordem de distribuição de riquezas justa e equilibrada.
Partindo-se dos pressupostos de liberdade de mercado e igualdade formal, propagados pelo liberalismo econômico, a teoria dos contratos liberal tem como principais alicerces:
- a liberdade de contratar, entendida como a liberdade de escolher com quem o indivíduo irá contratar;
- a liberdade contratual, entendida como a liberdade de negociar os termos do contrato;
- a igualdade formal, entendida como a possibilidade equânime de ingressar na relação contratual;
- a reciprocidade, entendida meramente como a existência de uma mera comutatividade (prestação/ contraprestação), sem atentar-se para o verdadeiro valor das respectivas obrigações.

Assim, segundo esta corrente de pensamento, todos estariam em pé de igualdade para administrar os próprios negócios, portanto poderiam pactuar livremente em favor de seus interesses particulares. Consequentemente, o ideal de justiça, segundo esta concepção, restringe-se a uma reciprocidade formal.

### Welfare state
Posteriormente, a teoria do welfare state se contrapôs ao liberalismo econômico. Segundo a acepção dos welfaristas a liberdade de mercado é prejudicial aos setores mais vulneráveis da sociedade, uma vez que a igualdade meramente formal não se traduz em igualdade substantiva. Com base na teoria econômica do welfare state, a qual tem como principal expoente John Maynard Keynes, a teoria dos contratos deste período histórico desenvolveu uma série de restrições aos princípios do liberalismo.
- Em relação ao princípio da igualdade, no welfarismo surgiu uma crescente preocupação com a igualdade substantiva e não mais, meramente formal (pregada pelo liberalismo). Tal preocupação decorreu da percepção de que havia uma desigualdade de forças imensa entre o grande comerciante e os consumidores, muito embora existisse uma igualdade formal entre eles. Assim, o welfarismo defende, no âmbito da igualdade contratual, a adoção de medidas de discriminação positiva que aproximem materialmente a parte hipossuficiente à parte mais forte.

- Em relação ao princípio da reciprocidade, esta também sofre mudanças. O welfarismo defende que o Direito não deve resguardar tão somente a reciprocidade formal nos contratos comutativo, mas também a equiparação entre os valores dos bens cambiados. Em decorrência desta preocupação welfarista surgem os institutos da onerosidade excessiva, das cláusulas abusivas, etc...

- O princípio da liberdade contratual em sentido amplo, abrangendo tanto a liberdade de contratar como a liberdade contratual propriamente dita, também foi modificada pela corrente do welfare state. No que tange à liberdade contratar, a teoria welfarista veda discriminações negativas, as quais impedem o acesso ao mercado de setores marginalizados da sociedade. Ainda, no welfarismo surgem novas fontes de obrigações, tais como a responsabilidade civil ampliada, que rivalizam com os contratos na regulação das relações econômicas. Por fim, surgem normas cogentes que restringem a liberdade de eleger os termos dos contratos, criando legislações protetivas de setores vulneráveis em determinadas relações contratuais, tais como a [relação de consumo], ou de trabalho.

Desprende-se deste breve diapasão que o ideal de justiça na teoria dos contratos do welfare state, tem como base a igualdade substantiva, o equilíbrio contratual, a discriminação positiva e a restrição da ampla liberdade de contratar.

### Neoliberalismo
Por fim, nas últimas décadas do século XX e no início do século XXI, alguns ideias liberais retornaram a vigorar, mas agora com uma nova roupagem. Trata-se do chamado neoliberalismo.
É possível distinguir entre duas correntes de neoliberalismo, a não utilitarista, de Hayek, e a utilitarista. Esta última, assimila diversos valores welfaristas, compatíveis com uma economia de mercado livre, ao mesmo tempo em que exclui outros valores contrário ao mercado livre.
Segundo a concepção neoliberal utilitarista,  o mercado é o melhor mecanismo de regulação das relações econômicas, mas ele possui falhas. Estas falhas surgem devido à carência de recursos, tempo, ou informações de determinados agentes econômicos em determinadas situações, denominando-se estas dificuldades de custos de transações. Assim, a função do Direito é remediar estas falhas de mercado, restituindo as partes à condição de mercado ideal, a qual prevaleceria caso não houvesse custos de transação. Portanto, para o neoliberalismo, a legislação consumerista seria aceitável, pois visa combater os custos de transação decorrentes da ausência de tempo e informação do consumidor para negociar plenamente a compra de um produto.
Além dos custos de transação, o neoliberalismo atribui as falhas de mercado a possíveis defeitos na livre concorrência. Assim, o Direito deveria atuar por meio da legislação antitruste para combater as práticas contrárias à livre concorrência.

### Novas tendências
Ronaldo Porto Macedo Jr defende a existência de uma quarta corrente, pós moderna, a qual leva em consideração: não só os custos de transação, como também os valores e motivações sociais como elementos formadores e informadores da racionalidade (...). Para esta corrente a teoria dos contratos deverá dar maior importância a questões de poder, justiça contratual substantiva e com os valores de cooperação e solidariedade. É nesta última corrente que surge a teoria dos contratos relacionais, em decorrência da observância de lastros de poder e confiança que se perpetuam pelo tempo em determinadas relações contratuais.

## Exemplos de contratos relacionais
Paula de Oliveira Cesarino cita diversos exemplos de contratos relacionais, dentre eles:

### Planos de saúde
Os planos de saúde são contratos relacionais, pois envolvem fornecedor e consumidor numa finalidade comum, que é o de assegurar para o consumidor o tratamento de saúde, retirando deste eventuais riscos futuros.
A prestação de serviços se prolonga no tempo, sendo que o objeto principal desses contratos é a transferência onerosa de riscos e garantias referentes à futura necessidade de assistência médica ou hospitalar. Para atingir estes objetivos, o consumidor manterá relações de convivência e dependência com os fornecedores destes serviços de saúde por anos, pagando mensalmente suas contribuições, seguindo as instruções regulamentadoras, usufruindo ou não dos serviços, a depender da ocorrência ou não do evento danoso à saúde do consumidor.

### Previdência privada
A previdência privada é uma forma de poupança de longo prazo, complementar ou não à renda da aposentadoria. Tecnicamente falando, o processo consiste em duas fases. Na primeira, o poupador acumula um capital - ao longo de anos ou por meio de um depósito à vista. Este dinheiro é recebido por uma empresa autorizada a vender planos de previdência privada. Cabe a esta fazer a gestão dos investimentos e garantir bons rendimentos. Na segunda fase, que coincide com a aposentadoria para a maioria das pessoas, o poupador começa a receber os benefícios, geralmente na forma de pagamentos mensais. É a fase em que se inicia a renda vitalícia na maioria dos casos, embora o participante também possa receber seu benefício de uma única vez.
Não é possível definir todos os elementos do contrato previdenciário no momento da contratação, porque uma série de expectativas de longo prazo é envolvida, o que determinará uma constante renegociação. O planejamento da troca só será possível no momento inicial do contato. Ao longo dos anos, o desequilíbrio do plano pode se verificar e, para o seu restabelecimento, aplicar-se-á a solidariedade, cooperação e boa-fé. A expectativa dos contratantes nos contratos previdenciários é que a empresa prestadora do serviço compartilhará das vantagens e desvantagens da relação contratual, de forma que o contratante aceita contribuir durante toda a sua vida, para que a empresa o ampare no momento em que necessitar do plano.
Em face de todas essas características, tais como o tempo de duração, a possibilidade de haver uma quebra do equilíbrio financeiro que atinja a equidade, a proibição de cláusulas abusivas, a possibilidade de quebra da confiança e boa-fé, os contratos de previdência privada são nítidos contratos relacionais.

### Contratos bancários
A natureza dos contratos bancários, em geral, é complexa, na medida em que envolve uma série de fazeres que se concretizam na realização de uma série de serviços, ou seja, há uma gama de serviços conexos. Claro fica que as empresas bancária devem tomar todas as medidas de transparência, uma vez que, tendo em vista a complexidade do serviço, o cliente não possui condições técnicas para compreender todos seus aspectos, caracterizando a sua vulnerabilidade.
Trata-se de contrato relacional por esta natureza contínua de prestação, tendo possibilidade de modificações ao longo do tempo, tendo estas modificações relação com a confiança entre os agentes no período.